# Теория потенциала
Теория потенциала — раздел математики и математической физики, посвящённый изучению свойств дифференциальных уравнений в частных производных в областях с достаточно гладкой границей посредством введения специальных видов интегралов, зависящих от определённых параметров, называемых потенциалами.
Абстрактная теория потенциала — обобщение теории потенциала на абстрактные топологические пространства; в качестве основного абстрактной теории используется понятие гармонического пространства — произвольного топологического пространства, снабжённого пучком непрерывных вещественных функций, обладающих (зафиксированными аксиоматически) свойствами, характерными для гармонических функций.

## История
Изначально возникла как часть небесной механики, изучающая свойства сил притяжения, действующих согласно закону всемирного тяготения. Основной вклад в создание и первоначальное развитие теории внесли Ньютон, Лагранж, Лежандр, Лаплас. В частности, Лагранж показал, что поле сил тяготения является потенциальным.
Начиная с Гаусса метод потенциалов начал применяться также для задач электростатики и магнетизма, в качестве потенциалов стали рассматриваться «массы» (заряды, намагниченность) произвольного знака. В рамках развития теории в XIX веке выделились основные краевые задачи: задача Дирихле, задача Неймана, задача Робена, задача о выметании масс, значительный вклад в изучение основных краевых задач в конце XIX века внесли Ляпунов и Стеклов.
Результаты теории существенно обобщены в начале XX века с использованием аппарата теории меры и обобщённых функций. Впоследствии в теории потенциалов задействованы аналитические, гармонические и субгармонические функции, инструментарий теорией вероятностей.
В 1950-е годы на основе методов топологии и функционального анализа разработана аксиоматическая абстрактная теория потенциалов.

## Основные виды потенциалов

### Логарифмические потенциалы (двумерные потенциалы)

#### Потенциал площади
На плоскости объёмным логарифмическим потенциалом (или потенциалом площади) называется интеграл вида
{\displaystyle V(M)=\int \limits _{D}\rho (Q)\ln {\frac {1}{R_{QM}}}d\sigma _{Q}}.
Если плотность {\displaystyle \rho (M)} непрерывна вместе со своими первыми производными, то объёмный потенциал является классическим решением уравнения Пуассона:
{\displaystyle {\Delta }V=-{2\pi \rho }}

#### Логарифмический потенциал простого слоя
В двумерном случае потенциалом простого слоя называется интеграл:
{\displaystyle V(M)=\int \limits _{C}\mu (P)\ln {\frac {1}{R_{MP}}}dl_{P}},
где {\displaystyle C} — некоторая кривая.

#### Логарифмический потенциал двойного слоя
Потенциалом двойного слоя на плоскости называется интеграл:
{\displaystyle W(M)=-\int \limits _{C}\nu (P){\frac {\partial }{\partial n_{P}}}\ln {\frac {1}{R_{MP}}}dl_{P}},
где {\displaystyle \mathbf {n} _{P}} — внешняя нормаль к кривой {\displaystyle C} в точке {\displaystyle P}. В случае незамкнутой кривой направление внешней нормали выбирается произвольно.

### Трёхмерные потенциалы

#### Объёмный потенциал
Пусть в ограниченной области {\displaystyle D} задана функция {\displaystyle \rho (M)}, интеграл
{\displaystyle V(M)=\int \limits _{D}{\frac {\rho (Q)}{R_{QM}}}dV}
называется объёмным потенциалом.
Функция {\displaystyle {\frac {1}{R_{QM}}}} представляет собой, определённый во всех точках {\displaystyle M\neq Q} потенциал единичного точечного заряда, сосредоточенного в точке {\displaystyle Q}. Если в области {\displaystyle D} непрерывно распределён заряд с объёмной плотностью {\displaystyle \rho (M)}, то в силу принципа суперпозиции естественно предполагать, что потенциал, создаваемый данным распределением объёмного заряда, выражается вышеприведённым интегралом. Функция {\displaystyle \rho (M)} называется плотностью потенциала.
Если плотность {\displaystyle \rho (M)} непрерывна вместе со своими первыми производными, то объёмный потенциал является классическим решением уравнения Пуассона:
{\displaystyle {\Delta }V=-{4\pi \rho }}

#### Поверхностные потенциалы

##### Потенциал простого слоя
Потенциалом простого слоя в трёхмерном случае называется интеграл
{\displaystyle V(M)=\int \limits _{S}\mu (P){\frac {dS_{P}}{R_{MP}}},}
где {\displaystyle S} — некоторая поверхность, {\displaystyle \mu (P)} — функция, заданная на поверхности {\displaystyle S}, она называется плотностью потенциала простого слоя.
Свойства:
1. {\displaystyle \Delta V(M)=0,\forall M\notin S.}
2. {\displaystyle V=O\left({\frac {1}{r}}\right),r\rightarrow \infty .}
3. {\displaystyle V\in C(\mathbb {R} ^{3})}, если {\displaystyle S} — гладкая поверхность, плотность {\displaystyle \mu (Q)} — ограничена и непрерывна.
4. Пусть {\displaystyle S} — замкнутая поверхность Ляпунова, ограничивающая область {\displaystyle D}, {\displaystyle P_{0}\in S}, {\displaystyle \mathbf {n} _{e}(P)} — внешняя нормаль к поверхности {\displaystyle S} в точке {\displaystyle P\in S}. Тогда разрыв потенциала при переходе через поверхность {\displaystyle S} определяется следующими формулами:

{\displaystyle \lim _{\stackrel {M\rightarrow P_{0},}{M\in D}}\left({\frac {\partial V}{\partial n_{e}}}\right)(M)=\left({\frac {\partial V}{\partial n_{e}}}\right)(P_{0})+2\pi \mu (P_{0}),}
{\displaystyle \lim _{\stackrel {M\rightarrow P_{0},}{M\notin D\cup S}}\left({\frac {\partial V}{\partial n_{e}}}\right)(M)=\left({\frac {\partial V}{\partial n_{e}}}\right)(P_{0})-2\pi \mu (P_{0}),}
{\displaystyle \lim _{\stackrel {M\rightarrow P_{0},}{M\in D}}\left({\frac {\partial V}{\partial n_{e}}}\right)(M)-\lim _{\stackrel {M\rightarrow P_{0},}{M\notin D\cup S}}\left({\frac {\partial V}{\partial n_{e}}}\right)(M)=4\pi \mu (P_{0}).}

##### Потенциал двойного слоя
Потенциалом двойного слоя в трёхмерном случае называется интеграл:
{\displaystyle W(M)=-\int \limits _{S}\nu (P){\frac {\partial }{\partial n_{P}}}{\frac {1}{R_{MP}}}dS_{P},}
где {\displaystyle S} — двусторонняя поверхность, {\displaystyle \mathbf {n} _{P}} — внешняя нормаль к поверхности {\displaystyle S} в точке {\displaystyle P} (в том случае, когда поверхность {\displaystyle S} незамкнута, внешняя нормаль выбирается произвольно), {\displaystyle \nu (P)} — функция, заданная на поверхности {\displaystyle S}, она называется плотностью потенциала двойного слоя.
Выражение для потенциала двойного слоя также может быть переписано в виде:
{\displaystyle W(M)=\int \limits _{S}\nu (P){\frac {\cos \varphi }{R_{MP}^{2}}}dS_{P},}
где {\displaystyle \varphi } — угол между внутренней нормалью к поверхности {\displaystyle S} в точке {\displaystyle P} и вектором {\displaystyle \mathbf {PM} }.
Свойства:
1. {\displaystyle \Delta W(M)=0,\forall M\notin S.}
2. {\displaystyle W=O\left({\frac {1}{r^{2}}}\right),r\rightarrow \infty .}
3. Пусть {\displaystyle S} — поверхность Ляпунова. Потенциал двойного слоя с непрерывной и ограниченной плотностью {\displaystyle |\nu (P)|\leq C} на поверхности {\displaystyle S} существует, то есть является сходящимся несобственным интегралом при {\displaystyle M\in S}.
4. Пусть {\displaystyle S} — замкнутая поверхность Ляпунова, ограничивающая область {\displaystyle D}, {\displaystyle P_{0}\in S}. Тогда разрыв потенциала двойного слоя при переходе через поверхность {\displaystyle S} определяется следующими формулами:

{\displaystyle \lim _{\stackrel {M\rightarrow P_{0},}{M\in D}}W(M)=W(P_{0})+2\pi \nu (P_{0}),}
{\displaystyle \lim _{\stackrel {M\rightarrow P_{0},}{M\notin D\cup S}}W(M)=W(P_{0})-2\pi \nu (P_{0}),}
{\displaystyle \lim _{\stackrel {M\rightarrow P_{0},}{M\in D}}W(M)-\lim _{\stackrel {M\rightarrow P_{0},}{M\notin D\cup S}}W(M)=4\pi \nu (P_{0}).}